# Jakubowice (gromada w powiecie lubelskim)
Jakubowice – dawna gromada, czyli najmniejsza jednostka podziału terytorialnego Polskiej Rzeczypospolitej Ludowej w latach 1954–1972.
Gromady, z gromadzkimi radami narodowymi (GRN) jako organami władzy najniższego stopnia na wsi, funkcjonowały od reformy reorganizującej administrację wiejską przeprowadzonej jesienią 1954 do momentu ich zniesienia z dniem 1 stycznia 1973, tym samym wypierając organizację gminną w latach 1954–1972.
Gromadę Jakubowice z siedzibą GRN w Jakubowicach (w obecnym brzmieniu Jakubowice Konińskie) utworzono – jako jedną z 8759 gromad na obszarze Polski – w powiecie lubelskim w woj. lubelskim na mocy uchwały nr 12 WRN w Lublinie z dnia 5 października 1954. W skład jednostki weszły obszary dotychczasowych gromad Jakubowice wieś, Jakubowice kol., Marysin i Smugi ze zniesionej gminy Jastków w tymże powiecie. Dla gromady ustalono 18 członków gromadzkiej rady narodowej.
1 stycznia 1960 gromadę zniesiono, włączając jej obszar do gromad Krasienin (wieś i kol. Jakubowice, wieś Smugi oraz kolonie Helenów i Majdan Snopkowski) i Jastków (kolonię Marysin) w tymże powiecie.